# Condoleezza Rice
Condoleezza Rice (Birmingham, Alabama, 14 de novembre de 1954) és una política i diplomàtica estatunidenca. Rice va exercir com a assessora de seguretat nacional durant el primer període de govern del president George W. Bush (2001-2005), i fou Secretària d'Estat dels EUA des de 2005 fins a 2009, càrrec en què succeí Colin Powell.